# Danh sách phim điện ảnh Hàn Quốc năm 1959
Đây là danh sách phim sản xuất tại Hàn Quốc vào năm 1959.
| 1959                         |               |                           |  |                                                      |
| Defiance of a Teenager       | Kim Ki-young  | Hwang Hae-nam Um Aing-ran |  |                                                      |
| Dongsimcho                   | Shin Sang-ok  |                           |  |                                                      |
| Even the Clouds Are Drifting | Yu Hyun-mok   |                           |  | Đề cử trong Liên hoan phim Quốc tế Berlin lần thứ 10 |
| Female Executive             | Han Hyeong-mo |                           |  |                                                      |
| It's Not Her Sin             | Shin Sang-ok  |                           |  |                                                      |
| Three Brides                 | Kim Soo-yong  |                           |  |                                                      |